# El Segundo
El Segundo város az USA Kalifornia államában, Los Angeles megyében. Lakosainak száma 17 272 fő (2020. április 1.).

## Népesség
A település népességének változása:
| Lakosok száma | 1563 | 16 654 | 17 272 |
|               | 1920 | 2010   | 2020   |